# 7239 Mobberley
7239 Mobberley (1989 TE) là một tiểu hành tinh vành đai chính được phát hiện ngày 4 tháng 10 năm 1989 bởi B. G. W. Manning ở Stakenbridge.